# Euploea melander
Euploea melander är en fjärilsart som beskrevs av Grose-smith 1897. Euploea melander ingår i släktet Euploea och familjen praktfjärilar. Inga underarter finns listade i Catalogue of Life.